# Olga Nikolajevna
Svatá Olga Nikolajevna Ruská (rusky О́льга Никола́евна, po únoru 1917 oficiálně přejmenována na Romanovová (Рома́нова); 3. listopadujul./ 15. listopadu 1895greg., Petrodvorec – 17. července 1918, Jekatěrinburg) byla ruská velkokněžna (Její Imperátorská Výsost) a nejstarší dcera (prvorozené dítě) ruského cara Mikuláše II. a carevny Alexandry Fjodorovny.
Za jejího života bylo Olžino budoucí manželství v Rusku předmětem velkých spekulací. Spekulovalo se o sňatcích s ruským velkoknížetem Dmitrijem Pavlovičem, rumunským korunním princem Karlem, Eduardem, princem z Walesu, nejstarším synem britského krále Jiřího V., a se srbským korunním princem Alexandrem. Sama Olga se chtěla provdat za Rusa a zůstat ve své vlasti. Během první světové války ošetřovala zraněné vojáky ve vojenské nemocnici a dohlížela na administrativní povinnosti.
Byla zavražděna společně s celou carskou rodinou v Ipaťjevově domě v Jekatěrinburgu v noci ze 16. na 17. července 1918.
V roce 2000 byla také společně s rodiči a sourozenci pravoslavnou církví kanonizována jako „strastotěrpěc” (trpitel, mučedník).

## Původ a dětství
Olga se narodila 15. listopadu 1895. Byla nejstarším dítětem a dcerou ruského cara Mikuláše II. a carevny Alexandry. Porod byl náročný a Alexandra rodila 13 hodin. Nakonec doktor Ott použil k porodu Olgy kleště. Při narození vážila 4,5 kg a byla tak statná, že Mikuláš řekl, že nevypadá jako novorozeně. Rodiče byli nadšení a tvrdili, že nejsou zklamaní, že jejich první dítě není chlapec. Když mu blahopřál dvorní komoří, Mikuláš prohlásil: „Jsem rád, že naše dítě je holčička. Kdyby to byl chlapec, patřil by lidu, protože je to dívka, patří nám." 

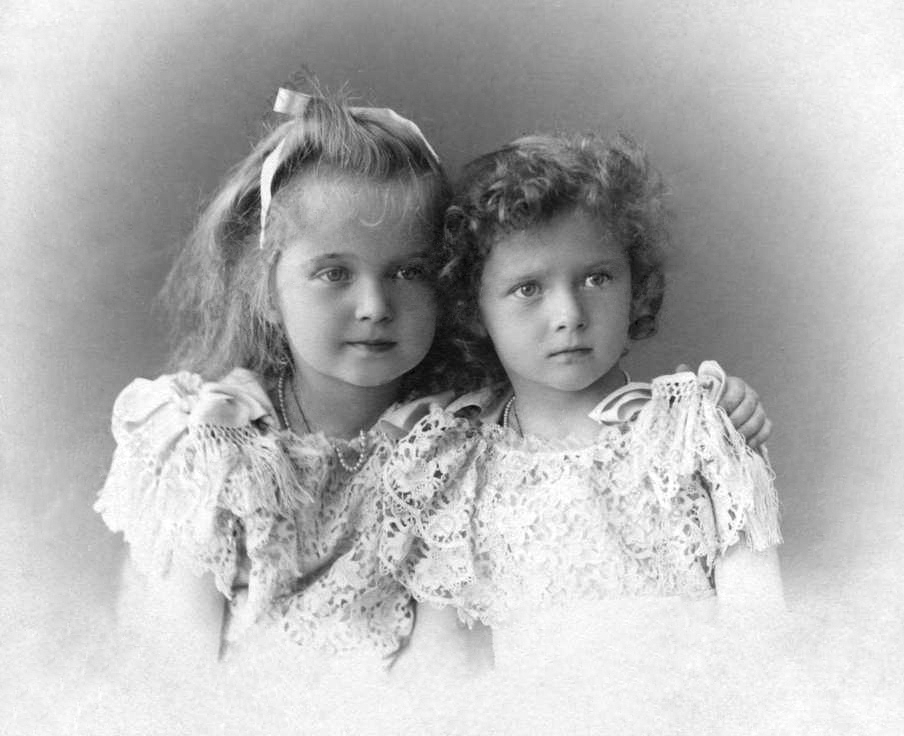
Velkokněžna Olga (vlevo) se svou mladší sestrou velkokněžnou Taťánou, 1900

V roce 1896 Mikuláš a Alexandra přivezli Olgu na návštěvu Skotska, Francie a Darmstadtu. V Balmoralu se s Olgou poprvé setkala britská královna Viktorie, Alexandřina babička a Olžina prababička. Královna Viktorie Olgu schválila a prohlásila: „To dítě je úžasné.“ Ve Francii byla Olga velmi oblíbená.
Olga a její sourozenci byli vychováváni co nejjednodušeji. Spali na tvrdých táborových lůžkách, pokud nebyli nemocní, a každé ráno se koupali ve studené vodě. Služebnictvo Olze a jejím sourozencům říkalo křestními jmény a patronymy, nikoliv tituly.
Olga měla čtyři sourozence: velkokněžny Taťánu, Marii, Anastázii a careviče Alexeje. Její prababička královna Viktorie byla jednou z jejích kmoter.
Olžin ruský titul (Velikaja kňažna Великая Княжна) se nejpřesněji překládá jako „velkokněžna“, což znamená, že Olga jako „carská výsost“ měla vyšší hodnost než ostatní evropské kněžny, které byly „královskými výsostmi." Olžini přátelé a rodina ji obvykle nazývali jednoduše Olga Nikolajevna nebo jí přezdívali „Oliška“, „Olenka“ či „Olja“.
Olga byla nejčastěji ve dvojici se svou sestrou Taťánou. Obě dívky sdílely jeden pokoj, oblékaly se stejně a říkalo se jim „velká dvojice“.

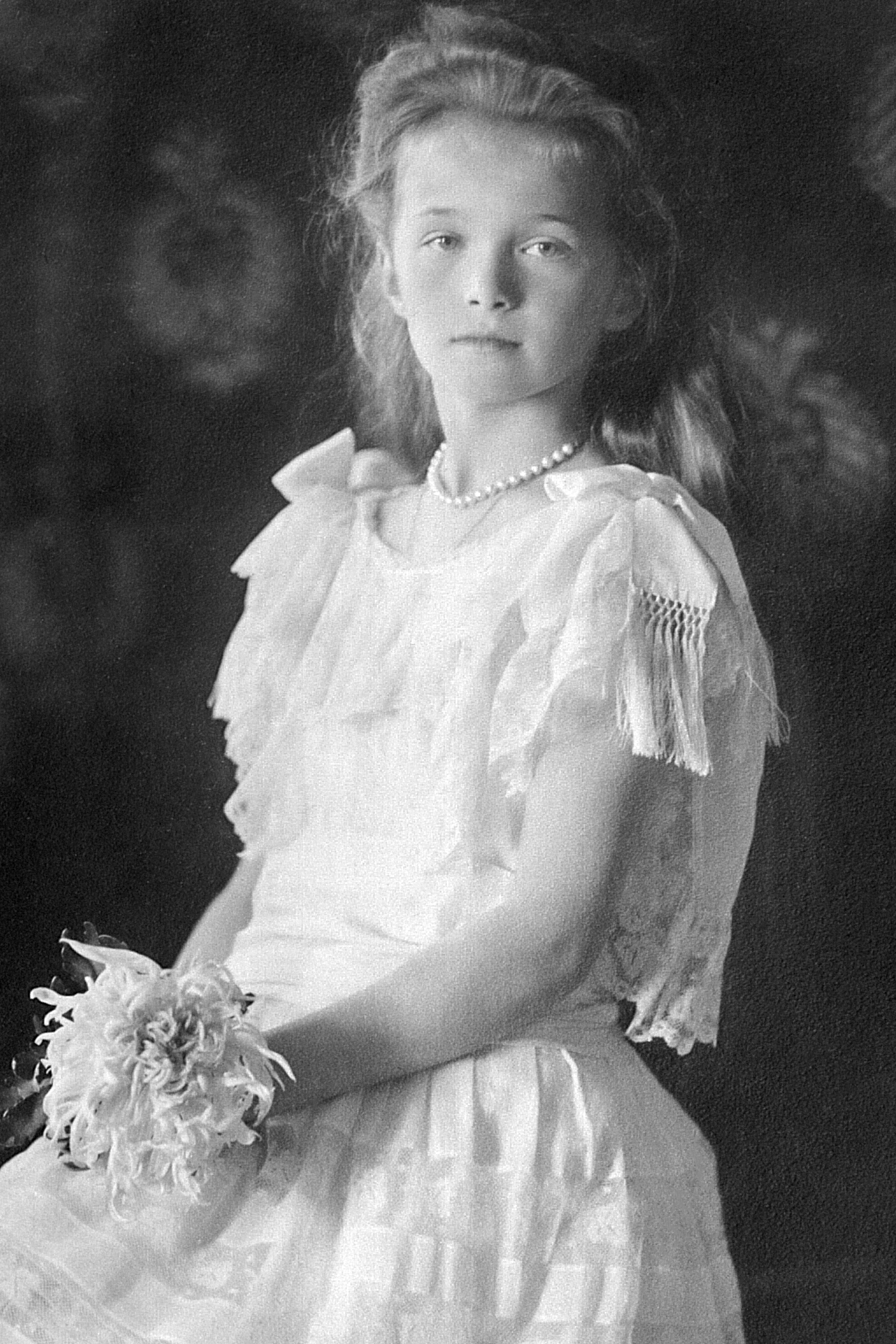
Olga Nikolajevna, 1906

V roce 1900, ještě než se narodil její bratr Alexej, otec vážně onemocněl tyfem. V tomto období se carevna snažila přesvědčit svého manžela, aby změnil zákony o nástupnictví v Rusku a umožnil ženám dědit trůn v případě absence mužských dědiců, aby Olga zdědila říši na rozdíl od svého strýce, velkoknížete Michala Alexandroviče. K těmto změnám nakonec nedošlo.
Olga si byla blízká se svým mladším bratrem Alexejem. Ačkoli mezi nimi někdy panoval sporný vztah, protože Olga jako nejstarší měla Alexeje hlídat a krotit, Alexej Olgu zbožňoval a možná ji považoval za svou nejoblíbenější sestru. Kdykoli ho rodiče pokárali, Alexej prohlásil, že je Olžin chlapec, sebral své hračky a šel do jejího pokoje.
Navzdory tomuto občasnému nevhodnému chování se Olga, stejně jako celá její rodina, věnovala dlouho očekávanému dědici careviči Alexejovi. Chlapec trpěl častými záchvaty hemofilie a několikrát málem zemřel. Stejně jako jejich matka byly i Olga a její tři sestry potenciálními nositelkami genu pro hemofilii. Olžina mladší sestra Marie údajně krvácela v prosinci 1914 během operace, při níž jí byly odstraněny mandle, jak uvedla její teta z otcovy strany, velkokněžna Olga Alexandrovna Ruská, s níž byl později veden rozhovor. Lékař, který operaci prováděl, byl natolik znervózněn, že mu carevna Alexandra musela nařídit, aby pokračoval. Olga Alexandrovna uvedla, že podle ní všechny čtyři její neteře krvácely více, než bylo normální, a domnívala se, že jsou nositelkami genu pro hemofilii stejně jako jejich matka, která tento znak zdědila po své babičce z matčiny strany královně Viktorii.
Matka Olgy se spoléhala na rady Grigorije Rasputina, ruského rolníka a mystika, a jeho modlitby jí mnohokrát pomohly zachránit nemocného careviče. Olga a její sourozenci se také učili vnímat Rasputina jako jejich přítele a svěřovat se mu. Na podzim roku 1907 byla Olžina teta, ruská velkokněžna Olga Alexandrovna, doprovázena carem do dětského pokoje, aby se setkala s Rasputinem. Olga, její sestry a bratr měli na sobě dlouhé bílé noční košile. „Zdálo se, že se všem dětem líbí,“ vzpomínala Olga Alexandrovna. „Byly s ním naprosto v pohodě."
Jedna z guvernantek, Sofie Ivanovna Tyutcheva, však byla v roce 1910 zděšena, když zjisitla, že Rasputin má přístup do dětského pokoje, když jsou čtyři dívky v nočních košilích, a chtěla mu to zakázat. Přestože Rasputinovy kontakty s dětmi byly zcela nevinné, požádal Mikuláš Rasputina, aby do dětského pokoje v budoucnu nechodil, aby se vyhnul dalšímu skandálu. Alexandra nakonec nechala guvernantku vyhodit.

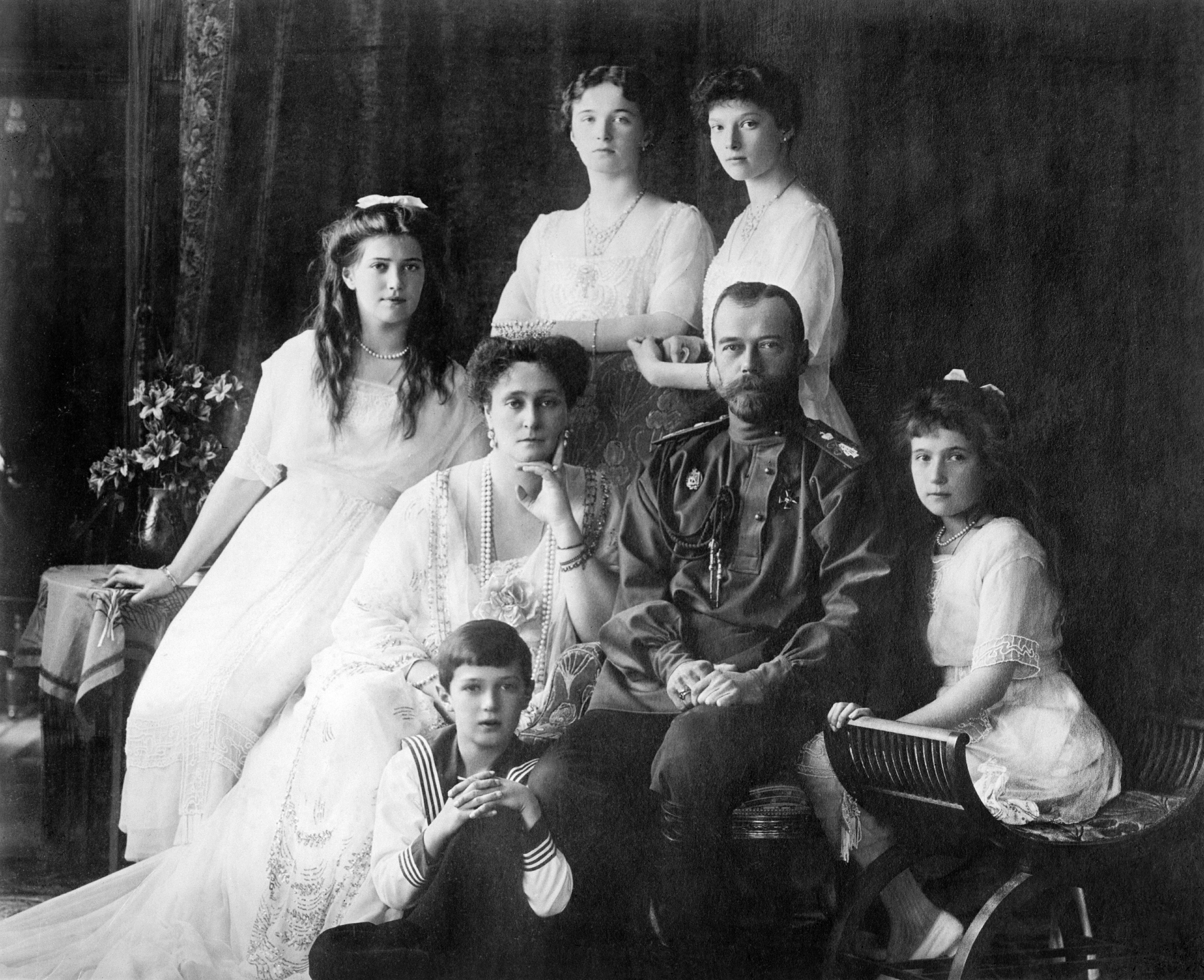
Ruská carská rodina v roce 1913: sedící (zleva doprava) Marie, carevna Alexandra, car Mikuláš II., Anastázie, Alexej (vpředu) a stojící (zleva doprava) Olga a Taťána

Ve společnosti se šířila fáma, že Rasputin svedl nejen carevnu, ale i čtyři velkokněžny. Rasputin zveřejnil vášnivé, i když podle všeho zcela nevinné dopisy, které mu carevna a čtyři velkokněžny napsaly. Ty kolovaly po celé společnosti a podněcovaly fámy. Šířily se pornografické karikatury zobrazující Rasputina při styku s carevnou, v pozadí s jejími čtyřmi dcerami a nahou Annou Vyrubovovou. Mikuláš nařídil Rasputinovi, aby na čas opustil Petrohrad, což se Alexandře nelíbilo, a Rasputin se vydal na pouť do Palestiny. Navzdory pomluvám spojení carské rodiny s Rasputinem pokračovalo až do Rasputinova zavraždění 17. prosince 1916. Den po vraždě si Olga zapsala do deníku, že podezřívá ruského velkoknížete Dmitrije Pavloviče, svého vzdáleného bratrance a muže, za něhož se svého času měla provdat, že je vrahem „otce Grigorije." Mezi vrahy byli i Dmitrij a Felix Jussupov, manžel její sestřenice, ruské kněžny Iriny. Rasputin byl pohřben s ikonou podepsanou na rubu Olgou, jejími sestrami a matkou. Olga však byla jediným členem rodiny, který se Rasputinova pohřbu nezúčastnil, jak vyplývá z deníku jejího příbuzného velkoknížete Andreje Vladimiroviče, z Olžina vlastního deníku však vyplývá, že se jeho pohřbu zúčastnila. Podle vzpomínek Valentiny Ivanovny Čebotarevové, ženy, která se s Olgou za první světové války starala o zraněné vojáky, Olga v únoru 1917, tedy asi měsíc po vraždě, řekla, že Rasputina sice bylo nutné zabít, ale nikdy se to nemělo udělat „tak strašně“. Styděla se za to, že vrahy byli její příbuzní. Poté, co byly Olga a její sestry zabity, bolševici zjistili, že každá z nich nosila na krku amulet s Rasputinovou podobiznou a modlitbou.

## Nápadníci

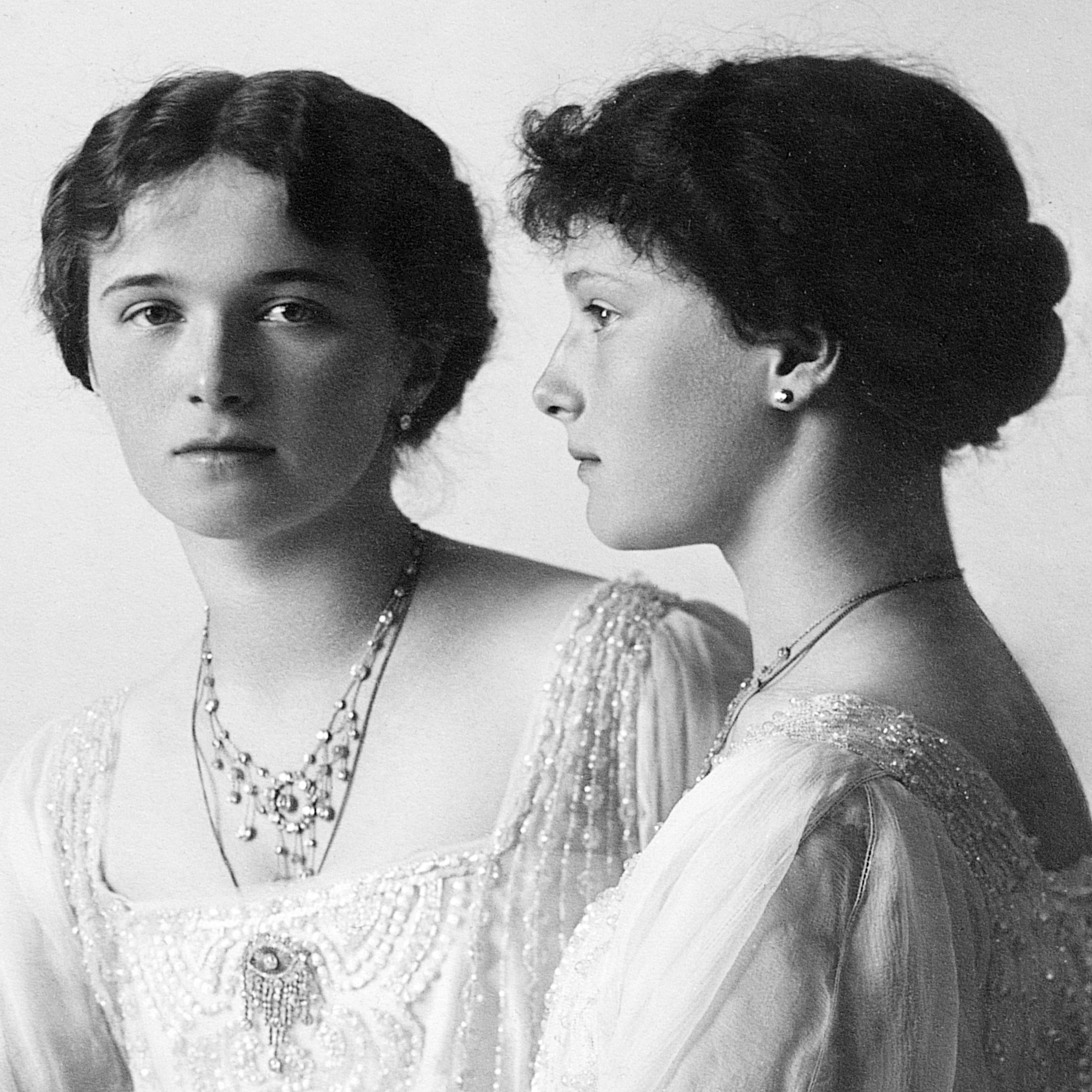
Velkokněžna Olga se svou sestrou Taťánou, 1913

Ruský princ Jan Konstantinovič se do Olgy zamiloval. Když mu bylo 16 let, zúčastnil se v roce 1904 Alexejových křtin a seznámil se s devítiletou Olgou a byl jí velmi okouzlen. V roce 1908 odcestoval na Krym jen aby Olgu viděl. Své city přiznal Olžiným rodičům, ale ti ho odmítli.
V roce 1911 se objevily spekulace, že se Olga provdá za srbského korunního prince Jiřího nebo bulharského prince Borise. Tvrdilo se, že Mikuláš hodlá ze svých čtyř dcer udělat „královny Balkánu“, aby si balkánské státy udržely věrnost Rusku. Po korunovaci krále Jiřího V. se spekulovalo, že se Olga nebo Taťána provdají za jeho syna a dědice Eduarda, prince z Walesu.
Kolovaly zvěsti, že Olga a její bratranec z prvního kolena, ruský velkokníže Dmitrij Pavlovič, spolu udržují milostný poměr. Jako sirotek měl Dmitrij k Olžiným rodičům velmi blízko, což vyvolalo další spekulace, že se s Olgou ožení. Deník Washington Post napsal, že Olga odmítla prince Adalberta, protože „dala své srdce svému bratranci velkoknížeti Dmitriji Paulovičovi.“ Edvard Radzinskij ve své knize Rasputin spekuluje, že zásnuby byly zrušeny kvůli Dmitriově nechuti k Grigoriji Rasputinovi, jeho spojení s Felixem Jusupovem a zvěstem, že Dmitrij je bisexuál.
Před první světovou válkou se hovořilo o sňatku Olgy s rumunským princem Karlem. V roce 1914 ministr zahraničí Sergej Sazonov tento sňatek prosazoval, protože chtěl zajistit, aby rumunská královská rodina podpořila Rusko v případě budoucího konfliktu. Mikuláš a Alexandra viděli výhody tohoto sňatku, ale trvali na tom, že sňatek velkokněžny by se měl uskutečnit pouze jako výsledek mnohem bližšího seznámení mezi mladými lidmi a za absolutní podmínky dobrovolného souhlasu jejich dcery. V březnu 1914 navštívili Romanovce v Petrohradě rumunský korunní princ Ferdinand, rumunská korunní princezna Marie a rumunský princ Karel. Přestože spolu chodili na procházky a večeře, zdálo se, že Olga a Karel o sebe nemají zájem. Během návštěvy Rumunska na jaře 1914 se Olga a Karel o sebe nezajímali a nemluvili spolu. 
Olga prohlásila, že se chce provdat za Rusa a zůstat ve své zemi. Řekla, že ji rodiče nebudou nutit, aby si vzala někoho, kdo by se jí nelíbil.
V roce 1913 se vévodkyně Marie Meklenbursko-Zvěřínská zeptala Alexandry na možný sňatek 18leté Olgy s jejím vlastním 38letým synem, ruským velkoknížetem Borisem Vladimirovičem. Alexandra ji však odmítla.
Zatímco společnost spekulovala nad Olžiným sňatkem, Olga se zamilovala do několika důstojníků. Koncem roku 1913 se Olga zamilovala do Pavla Voronova, mladšího důstojníka na císařské jachtě Standart, ale takový vztah by byl nemožný kvůli jejich rozdílnému postavením. Voronov se o několik měsíců později zasnoubil s jednou z dvorních dam. Později se Olga ve svých denících z let 1915 a 1916 často s velkou láskou zmiňovala o muži jménem Míťa.

## První světová válka

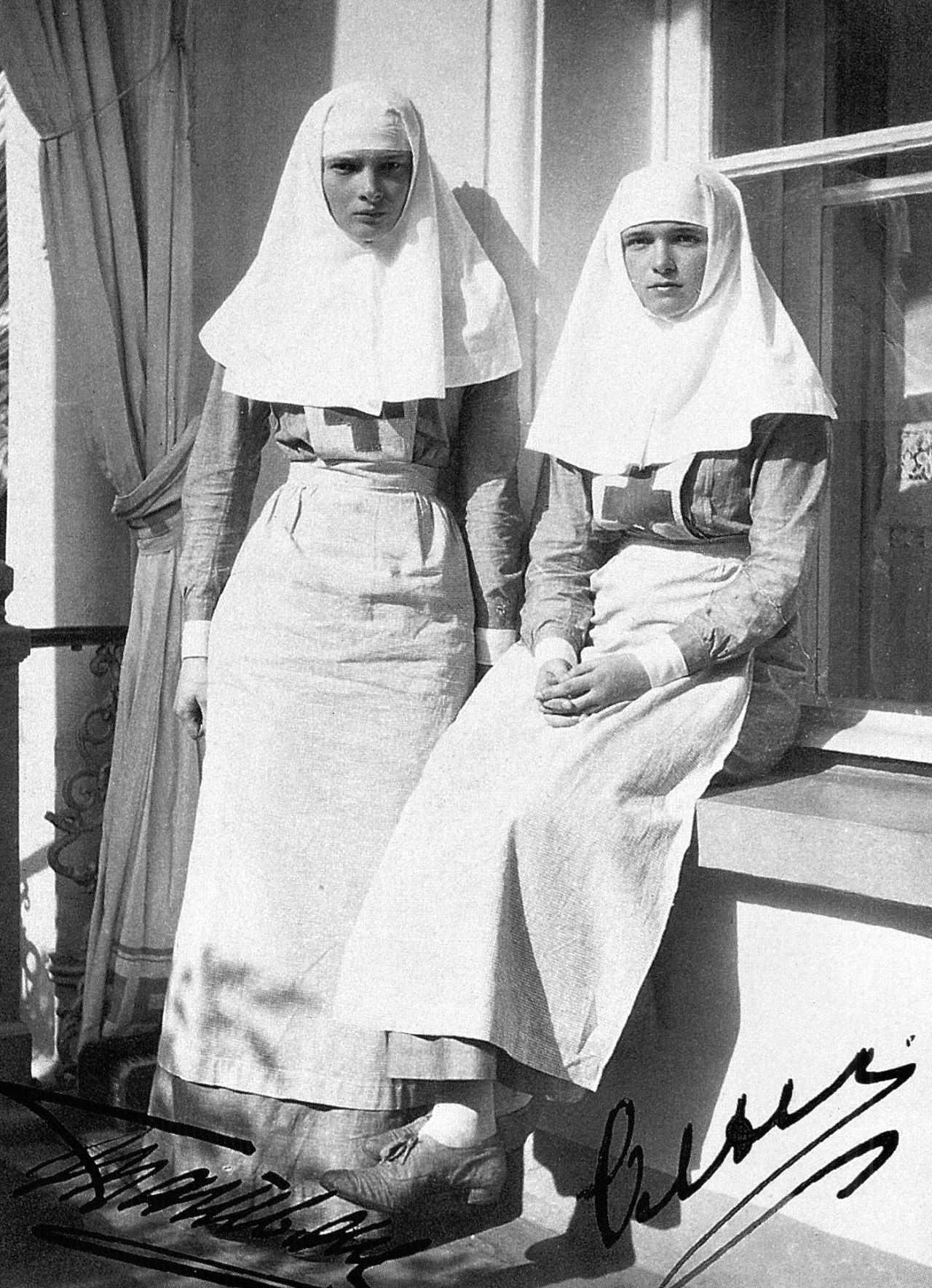
Ruské velkokněžny Olga (vpravo) a Taťána v ošetřovatelských uniformách na balkoně carevny v Alexandrovském paláci, 1916

Olga se poprvé setkala s násilím v patnácti letech, kdy se stala svědkem atentátu na ministra vlády Pjotra Stolypina během představení v kyjevské opeře. Olga po tomto incidentu plakala a špatně spala. O tři roky později viděla střelná zranění zblízka, když se školila na zdravotní sestru Červeného kříže. Olga, její sestra Taťána a její matka carevna Alexandra ošetřovaly zraněné vojáky v nemocnici v areálu Carského Sela.
Ošetřovatelství během války poskytlo Olze a její sestře Taťáně zkušenosti, které předtím neměly. Dívky si rády povídaly s kolegyněmi z nemocnice, s ženami, které by nebýt války nikdy nepotkaly, a znaly jména jejich dětí a jejich rodinné příběhy. Když se jednou paní v čekárně, která obvykle vyzvedávala dívky z nemocnice, zdržela a poslala kočár bez doprovodu, rozhodly se obě dívky, že když budou mít přestávku, půjdou nakoupit do obchodu. Přikázaly kočímu, aby zastavil v nákupní čtvrti, a vešly do obchodu, kde je kvůli jejich sesterským uniformám nikdo nepoznal. Zjistily však, že si neumějí nic koupit, protože nikdy nepoužívaly peníze. Druhý den se zeptaly kolegyně, jak mají postupovat, aby si v obchodě koupily nějakou věc. 
Olga se starala o vojáky, které pomáhala léčit, a litovala je. Stres spojený s péčí o zraněné a umírající muže se však nakonec podepsal i na Olžiných citlivých a náladových nervech. Její sestra Marie v dopise uvedla, že Olga 5. září 1915 z „rozmaru“ rozbila deštníkem tři okenní tabulky. Při jiné příležitosti podle vzpomínek Valentiny Čebotarevové „ve vzteku“ zničila věci v šatně. Dne 19. října 1915 jí byla přidělena administrativní práce v nemocnici, protože již nebyla schopna snášet množství krve na operačním sále. V říjnu 1915 dostala injekce arsenu, který byl v té době považován za lék na deprese nebo nervové poruchy.

## Zajetí a smrt
Během ruské revoluce v roce 1917 byla rodina zatčena a vězněna nejprve ve svém domě v Carském Selu a později v soukromých rezidencích v Tobolsku a Jekatěrinburgu na Sibiři. Během prvních měsíců roku 1917 děti onemocněly spalničkami. Olga se také nakazila zánětem pohrudnice.

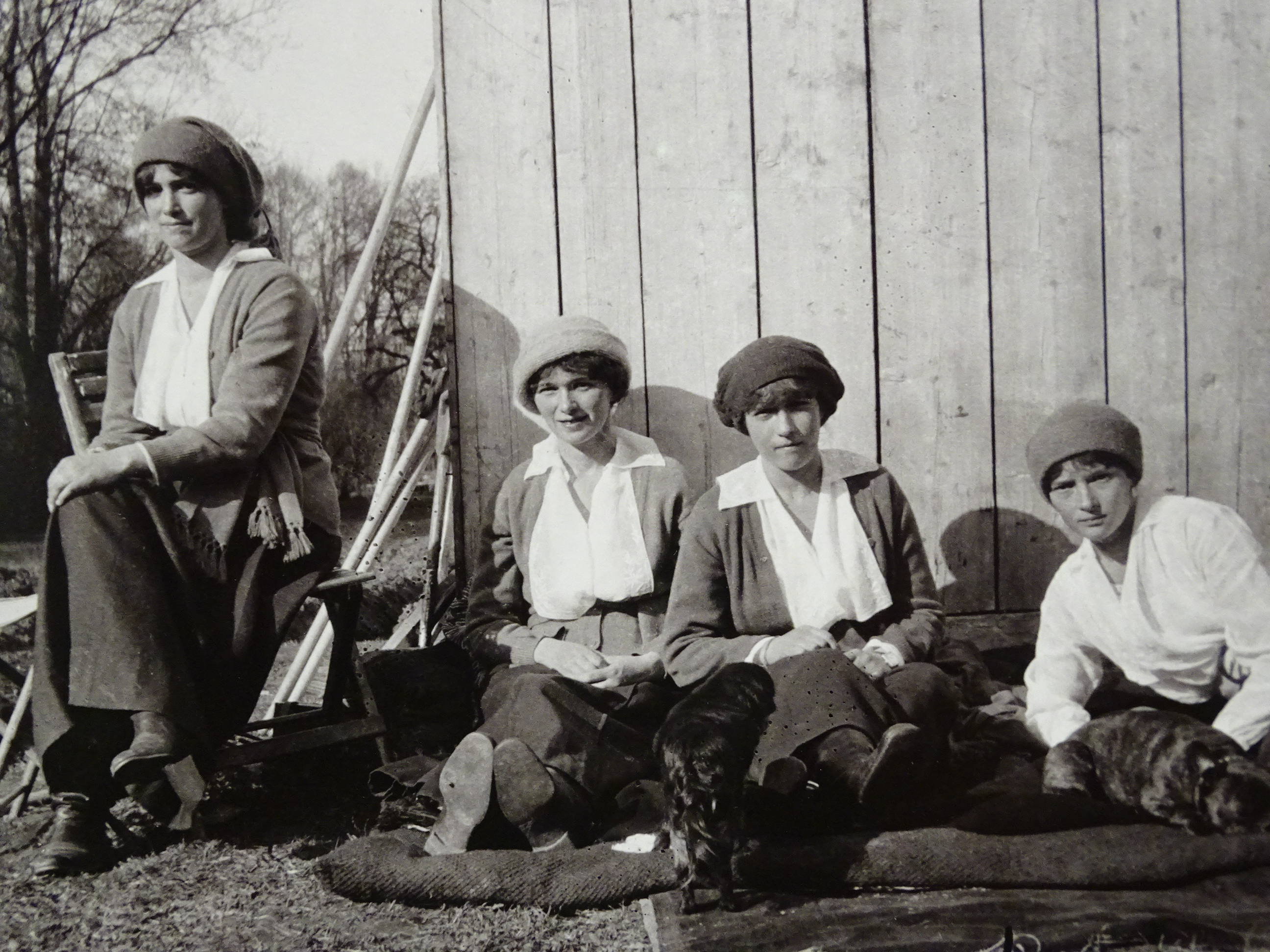
Zleva doprava: Velkokněžny Marie, Olga, Anastázie a Taťána v zajetí v Carském Selu na jaře 1917

Rodina byla krátce rozdělena v dubnu 1918, kdy bolševici přestěhovali Mikuláše, Alexandru a Marii do Jekatěrinburgu. Alexej a jeho tři sestry zůstaly, protože Alexej dostal další záchvat hemofilie. V květnu 1918 se zbývající děti a služebnictvo nalodily na loď Rus, která je převezla z Tobolska do Jekatěrinburgu. Na palubě lodi Olgu rozrušilo, když viděla, jak jeden ze strážných sklouzl ze žebříku a poranil si nohu. Přiběhla k muži a vysvětlila mu, že byla za války ošetřovatelkou a chtěla se mu na nohu podívat. Muž její nabídku ošetření odmítl. Celé odpoledne se Olga trápila kvůli strážnému, kterého nazývala chudáčkem. V Tobolsku si Olga a její sestry zašívaly do oblečení šperky v naději, že je ukryjí před bolševiky, protože je Alexandra písemně varovala, že po příjezdu do Jekatěrinburgu byli ona, Mikuláš a Marie agresivně prohledáváni a byly jim zabaveny všechny jejich věci.
V Ipaťjevově domě si Olga a její sestry nakonec musely samy prát prádlo a naučily se péct chleba. Dívky se střídaly v tom, že dělaly Alexandře společnost a bavily Alexeje, který byl stále upoután na lůžko a trpěl bolestmi po svém posledním zranění. Olga měla údajně hluboké deprese a v posledních měsících života velmi zhubla. V červenci, kdy bylo dosazeno nové velení, bylo rodině zakázáno bratříčkovat se s dozorci a podmínky jejich věznění se ještě zpřísnily.
15. července 1918 když rodina večeřela, přišel velitel oddílu Jakov Jurovskij a oznámil, že čtrnáctiletý Leonid Sedněv, chlapec z kuchyně a Alexejův kamarád na hraní, si musí vzít své věci a jít k někomu z rodiny. Chlapec byl ve skutečnosti poslán do hotelu naproti, protože ho strážci nechtěli zabít spolu s ostatními Romanovci. Rodina, která o plánu jejich zabití nevěděla, byla Sedněvovou nepřítomností rozrušena a znepokojena. Doktor Evžen Botkin a Taťána se toho večera vydali do Jurovského kanceláře, aby požádali o návrat chlapce z kuchyně, který Alexeje bavil během dlouhých hodin zajetí. Jurovskij je uklidňoval tím, že se chlapec brzy vrátí, ale rodinu to nepřesvědčilo.

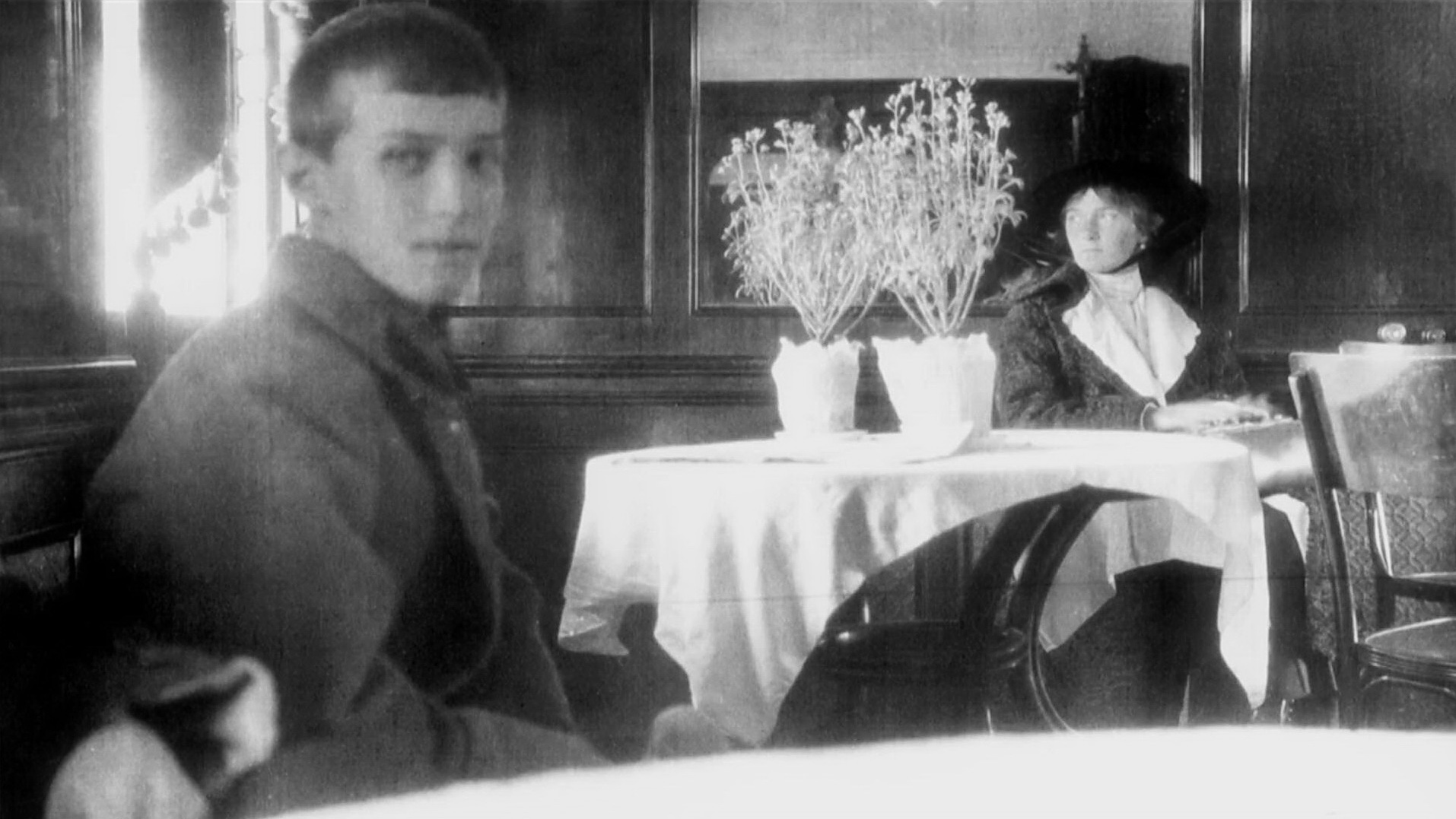
Velkokněžna Olga Nikolajevna a carevič Alexej v květnu 1918 na palubě lodi Russia, která je přepravovala z Tobolska do Jekatěrinburgu. Je to jejich poslední známá fotografie

Pozdě v noci, 16. července, byla rodina probuzena a bylo jí řečeno, aby sestoupila do spodního patra domu, protože ve městě dochází k nepokojům a v zájmu vlastní bezpečnosti musí být přemístěna. Rodina vyšla ze svých pokojů s polštáři, taškami a dalšími věcmi, aby Alexandře a Alexejovi zajistila pohodlí. Jurovskij, který byl profesionálním fotografem, nasměroval rodinu, aby zaujala různé pozice, jak by to fotograf mohl udělat. Alexandra, která si stěžovala na nedostatek židlí pro sebe a Alexeje, si sedla po synově levici. Car se postavil za Alexeje, doktor Botkin stál po carově pravici, Olga a její sestry stály za Alexandrou spolu se služebnictvem. Zůstali přibližně půl hodiny, zatímco probíhaly další přípravy. Skupina během této doby mnoho nemluvila, ale Alexandra šeptala dívkám anglicky, čímž porušila pravidla stráže, že musí mluvit rusky. Přišel Jurovskij, nařídil jim, aby se postavily, a přečetl rozsudek o popravě. Olga a její matka se pokusily udělat znamení kříže a zbytek rodiny stihl pronést jen několik nesouvislých zvuků šoku nebo protestu, než popravčí četa pod Jurovského velením začala střílet. Bylo to v časných ranních hodinách 17. července 1918.
Při první střelbě byli zabiti pouze car, carevna a dva služebníci, zraněni byli velkokněžna Marie, doktor Botkin a carevnina služebná Děmidová. V té chvíli museli střelci opustit místnost kvůli kouři a jedovatým výparům ze zbraní a omítkovému prachu, který jejich střely uvolnily ze stěn. Poté, co se mlha na několik minut rozptýlila, se ozbrojenci vrátili. Doktor Botkin byl zabit a střelec jménem Ermakov se opakovaně pokusil zastřelit careviče Alexeje, ale neuspěl, protože ho chránily šperky všité do chlapcova oděvu. Ermakov se pokusil Alexeje probodnout bajonetem, ale opět neuspěl, a nakonec Jurovskij vypálil dvě rány do chlapcovy hlavy. Jurovskij a Ermakov přistoupili k Olze a Taťáně, které se krčily u zadní stěny místnosti, držely se jedna druhé a volaly svou matku. Ermakov probodl obě mladé ženy svým osmipalcovým bajonetem, ale měl potíže proniknout do jejich trupů kvůli šperkům, které měly zašité v košilích. Sestry se pokusily vstát, ale Taťána byla okamžitě zabita, když ji Jurovskij střelil zezadu do hlavy. O chvíli později zemřela i Olga, když ji Ermakov střelil do čelisti.
Po celá desetiletí (dokud nebyla nalezena a identifikována všechna těla, viz níže) zastánci konspiračních teorií předpokládali, že jeden nebo více členů rodiny nějakým způsobem masakr přežilo. Několik lidí se po atentátu prohlásilo za přeživší členy rodiny Romanovců. Jistá Marga Boodtsová tvrdila, že je velkokněžna Olga. Boodtsová žila ve vile u jezera Como v Itálii a tvrdilo se, že ji podporuje bývalý císař Vilém II. a papež Pius XII. Pruský princ Zikmund, syn Alexandřiny sestry Ireny, tvrdil, že ji přijímá jako Olgu, a také podporoval Annu Andersonovu, která se vydávala za Olžinu nejmladší sestru Anastázii. Jeho matka Irena nevěřila ani jedné z žen. Michael Goleniewski, který o sobě tvrdil, že je carevič Alexej, dokonce tvrdil, že celá rodina uprchla. Většina historiků tato tvrzení bagatelizovala a důsledně se domnívala, že Olga zemřela se svou rodinou.
V roce 1991 byly v lese u Jekatěrinburgu objeveny ostatky, které byly později na základě testů DNA identifikovány jako ostatky Romanovců a jejich služebnictva. Dvě těla, Alexej a jedna z jeho sester, obecně považovaná za Marii nebo Anastázii, chyběla. Dne 23. srpna 2007 oznámil ruský archeolog nález dvou ohořelých částečných koster na spáleništi poblíž Jekatěrinburgu, které se podle všeho shodovaly s místem popsaným v Jurovského pamětech. 30. dubna 2008 ruští forenzní vědci oznámili, že testy DNA potvrdily, že ostatky patří careviči Alexeji a jedné z jeho sester. V březnu 2009 zveřejnil Dr. Michael Coble z Laboratoře pro identifikaci DNA ozbrojených sil USA konečné, recenzované výsledky testů ostatků z roku 2007, porovnal je s ostatky z roku 1991 a dospěl k závěru, že celá rodina zemřela společně v roce 1918. Ke stejným výsledkům dospěli i ruští a rakouští vědci. 
V roce 2000 byla Olga a její rodina kanonizována ruskou pravoslavnou církví jako strastotěrpěc. Rodina byla již dříve kanonizována v roce 1981 Ruskou pravoslavnou církví v zahraničí jako svatí mučedníci.
Těla cara Mikuláše II. a carevny Alexandry a jejich tří dcer byla nakonec pohřbena v Petropavlovském chrámu v Petrohradě 17. července 1998, osmdesát let po jejich zavraždění.

## Vývod z předků
|                  |                                 |  |                     |                                                               |  |  |  |  |  |  |  | Mikuláš I. Pavlovič |
|                  |                                 |  |                     |                                                               |  |  |  |  |  |  |  |                     |
|                  | Alexandr II. Nikolajevič        |  |                     |                                                               |  |  |  |  |  |  |  |                     |
|                  |                                 |  |                     |                                                               |  |  |  |  |  |  |  |                     |
|                  |                                 |  |                     | Šarlota Pruská                                                |  |  |  |  |  |  |  |                     |
|                  |                                 |  |                     |                                                               |  |  |  |  |  |  |  |                     |
|                  | Alexandr III. Alexandrovič      |  |                     |                                                               |  |  |  |  |  |  |  |                     |
|                  |                                 |  |                     |                                                               |  |  |  |  |  |  |  |                     |
|                  |                                 |  |                     | Ludvík II. Hesenský                                           |  |  |  |  |  |  |  |                     |
|                  |                                 |  |                     |                                                               |  |  |  |  |  |  |  |                     |
|                  | Marie Alexandrovna              |  |                     |                                                               |  |  |  |  |  |  |  |                     |
|                  |                                 |  |                     |                                                               |  |  |  |  |  |  |  |                     |
|                  |                                 |  |                     | Vilemína Luisa Bádenská                                       |  |  |  |  |  |  |  |                     |
|                  |                                 |  |                     |                                                               |  |  |  |  |  |  |  |                     |
|                  | Mikuláš II. Alexandrovič        |  |                     |                                                               |  |  |  |  |  |  |  |                     |
|                  |                                 |  |                     |                                                               |  |  |  |  |  |  |  |                     |
|                  |                                 |  |                     | Fridrich Vilém Šlesvicko-Holštýnsko-Sonderbursko-Glücksburský |  |  |  |  |  |  |  |                     |
|                  |                                 |  |                     |                                                               |  |  |  |  |  |  |  |                     |
|                  | Kristián IX.                    |  |                     |                                                               |  |  |  |  |  |  |  |                     |
|                  |                                 |  |                     |                                                               |  |  |  |  |  |  |  |                     |
|                  |                                 |  |                     | Luisa Karolina Hesensko-Kasselská                             |  |  |  |  |  |  |  |                     |
|                  |                                 |  |                     |                                                               |  |  |  |  |  |  |  |                     |
|                  | Marie Sofie Dánská              |  |                     |                                                               |  |  |  |  |  |  |  |                     |
|                  |                                 |  |                     |                                                               |  |  |  |  |  |  |  |                     |
|                  |                                 |  |                     | Vilém Hesensko-Kasselský                                      |  |  |  |  |  |  |  |                     |
|                  |                                 |  |                     |                                                               |  |  |  |  |  |  |  |                     |
|                  | Luisa Hesensko-Kasselská        |  |                     |                                                               |  |  |  |  |  |  |  |                     |
|                  |                                 |  |                     |                                                               |  |  |  |  |  |  |  |                     |
|                  |                                 |  |                     | Luisa Šarlota Dánská                                          |  |  |  |  |  |  |  |                     |
|                  |                                 |  |                     |                                                               |  |  |  |  |  |  |  |                     |
| Olga Nikolajevna |                                 |  |                     |                                                               |  |  |  |  |  |  |  |                     |
|                  |                                 |  |                     |                                                               |  |  |  |  |  |  |  |                     |
|                  |                                 |  | Ludvík II. Hesenský |                                                               |  |  |  |  |  |  |  |                     |
|                  |                                 |  |                     |                                                               |  |  |  |  |  |  |  |                     |
|                  | Karel Hesenský                  |  |                     |                                                               |  |  |  |  |  |  |  |                     |
|                  |                                 |  |                     |                                                               |  |  |  |  |  |  |  |                     |
|                  |                                 |  |                     | Vilemína Luisa Bádenská                                       |  |  |  |  |  |  |  |                     |
|                  |                                 |  |                     |                                                               |  |  |  |  |  |  |  |                     |
|                  | Ludvík IV. Hesenský             |  |                     |                                                               |  |  |  |  |  |  |  |                     |
|                  |                                 |  |                     |                                                               |  |  |  |  |  |  |  |                     |
|                  |                                 |  |                     | Vilém Pruský                                                  |  |  |  |  |  |  |  |                     |
|                  |                                 |  |                     |                                                               |  |  |  |  |  |  |  |                     |
|                  | Alžběta Pruská                  |  |                     |                                                               |  |  |  |  |  |  |  |                     |
|                  |                                 |  |                     |                                                               |  |  |  |  |  |  |  |                     |
|                  |                                 |  |                     | Marie Anna Hesensko-Homburská                                 |  |  |  |  |  |  |  |                     |
|                  |                                 |  |                     |                                                               |  |  |  |  |  |  |  |                     |
|                  | Alexandra Fjodorovna Ruská      |  |                     |                                                               |  |  |  |  |  |  |  |                     |
|                  |                                 |  |                     |                                                               |  |  |  |  |  |  |  |                     |
|                  |                                 |  |                     | Arnošt I. Sasko-Kobursko-Gothajský                            |  |  |  |  |  |  |  |                     |
|                  |                                 |  |                     |                                                               |  |  |  |  |  |  |  |                     |
|                  | Albert Sasko-Kobursko-Gothajský |  |                     |                                                               |  |  |  |  |  |  |  |                     |
|                  |                                 |  |                     |                                                               |  |  |  |  |  |  |  |                     |
|                  |                                 |  |                     | Luisa Sasko-Gothajsko-Altenburská                             |  |  |  |  |  |  |  |                     |
|                  |                                 |  |                     |                                                               |  |  |  |  |  |  |  |                     |
|                  | Alice Sasko-Koburská            |  |                     |                                                               |  |  |  |  |  |  |  |                     |
|                  |                                 |  |                     |                                                               |  |  |  |  |  |  |  |                     |
|                  |                                 |  |                     | Eduard August Hannoverský                                     |  |  |  |  |  |  |  |                     |
|                  |                                 |  |                     |                                                               |  |  |  |  |  |  |  |                     |
|                  | královna Viktorie               |  |                     |                                                               |  |  |  |  |  |  |  |                     |
|                  |                                 |  |                     |                                                               |  |  |  |  |  |  |  |                     |
|                  |                                 |  |                     | Viktorie Sasko-Kobursko-Saalfeldská                           |  |  |  |  |  |  |  |                     |
|                  |                                 |  |                     |                                                               |  |  |  |  |  |  |  |                     |